# Kabinet-Anders Fogh Rasmussen II
Het kabinet–Anders Fogh Rasmussen II was de regering van het Koninkrijk Denemarken van 18 februari 2005 tot 23 november 2007.

## Kabinet–Anders Fogh Rasmussen II (2005–2007)
| Ambtsbekleder                     | Ambtsbekleder           | Ambtsbekleder                  | Functie                                                | Ambtstermijn      | Ambtstermijn      | Partij |
| --------------------------------- | ----------------------- | ------------------------------ | ------------------------------------------------------ | ----------------- | ----------------- | ------ |
|                                   | Anders Fogh Rasmussen   | Anders Fogh Rasmussen (1953)   | Premier                                                | 27 november 2001  | 5 april 2009      | VDL    |
|                                   | Bendt Bendtsen          | Bendt Bendtsen (1954)          | Vicepremier                                            | 27 november 2001  | 8 september 2008  | DKF    |
| Minister van Economische Zaken    | Bendt Bendtsen          | Bendt Bendtsen (1954)          |                                                        | 27 november 2001  | 8 september 2008  | DKF    |
| Minister van Industrie en Handel  | Bendt Bendtsen          | Bendt Bendtsen (1954)          |                                                        | 27 november 2001  | 8 september 2008  | DKF    |
|                                   | Lars Løkke Rasmussen    | Lars Løkke Rasmussen (1964)    | Minister van Binnenlandse Zaken                        | 27 november 2001  | 23 november 2007  | VDL    |
| Minister van Volksgezondheid      | Lars Løkke Rasmussen    | Lars Løkke Rasmussen (1964)    |                                                        | 27 november 2001  | 23 november 2007  | VDL    |
|                                   | Per Stig Møller         | Per Stig Møller (1942)         | Minister van Buitenlandse Zaken                        | 27 november 2001  | 23 februari 2010  | DKF    |
|                                   | Thor Pedersen           | Thor Pedersen (1945)           | Minister van Financiën                                 | 27 november 2001  | 23 november 2007  | VDL    |
|                                   | Lene Espersen           | Lene Espersen (1965)           | Minister van Justitie                                  | 27 november 2001  | 10 september 2008 | DKF    |
|                                   | Søren Gade              | Søren Gade (1963)              | Minister van Defensie                                  | 24 april 2004     | 23 februari 2010  | VDL    |
|                                   | Eva Kjer Hansen         | Eva Kjer Hansen (1964)         | Minister van Sociale Zaken                             | 1 augustus 2004   | 12 september 2007 | VDL    |
|                                   |                         | Karen Jespersen (1947)         | Minister van Sociale Zaken                             | 12 september 2007 | 23 november 2007  | VDL    |
|                                   | Claus Hjort Frederiksen | Claus Hjort Frederiksen (1947) | Minister van Arbeid                                    | 27 november 2001  | 5 april 2009      | VDL    |
|                                   | Bertel Haarder          | Bertel Haarder (1944)          | Minister van Onderwijs                                 | 18 februari 2005  | 23 februari 2010  | VDL    |
| Minister voor Godsdienst          | Bertel Haarder          | Bertel Haarder (1944)          | 23 november 2007                                       | 18 februari 2005  |                   | VDL    |
|                                   | Helge Sander            | Helge Sander (1950)            | Minister van Hoger Onderwijs Wetenschap en Technologie | 27 november 2001  | 23 februari 2010  | VDL    |
|                                   | Flemming Hansen         | Flemming Hansen (1939–2021)    | Minister van Transport                                 | 27 november 2001  | 12 september 2007 | DKF    |
| Minister van Klimaat en Energie   | Flemming Hansen         | Flemming Hansen (1939–2021)    |                                                        | 27 november 2001  | 12 september 2007 | DKF    |
|                                   |                         | Jakob Axel Nielsen (1967)      | Minister van Transport                                 | 12 september 2007 | 23 november 2007  | DKF    |
| Minister van Klimaat en Energie   |                         | Jakob Axel Nielsen (1967)      |                                                        | 12 september 2007 | 23 november 2007  | DKF    |
|                                   | Hans Christian Schmidt  | Hans Christian Schmidt (1953)  | Minister van Landbouw en Visserij                      | 1 augustus 2004   | 12 september 2007 | VDL    |
|                                   | Eva Kjer Hansen         | Eva Kjer Hansen (1964)         | Minister van Landbouw en Visserij                      | 12 september 2007 | 23 februari 2010  | VDL    |
|                                   | Connie Hedegaard        | Connie Hedegaard (1960)        | Minister van Milieu                                    | 1 augustus 2004   | 23 november 2007  | DKF    |
| Minister voor Noorse Samenwerking | Connie Hedegaard        | Connie Hedegaard (1960)        | 18 februari 2005                                       |                   | 23 november 2007  | DKF    |
|                                   | Brian Mikkelsen         | Brian Mikkelsen (1966)         | Minister van Cultuur                                   | 27 november 2001  | 10 september 2008 | DKF    |
|                                   | Kristian Jensen         | Kristian Jensen (1971)         | Minister voor Belastingen                              | 1 augustus 2004   | 23 februari 2010  | VDL    |
|                                   |                         | Rikke Hvilshøj (1970)          | Minister voor Immigratie en Integratie                 | 18 februari 2005  | 23 november 2007  | VDL    |
|                                   | Ulla Tørnæs             | Ulla Tørnæs (1962)             | Minister voor Ontwikkelings- samenwerking              | 18 februari 2005  | 23 februari 2010  | VDL    |
|                                   | Lars Barfoed            | Lars Barfoed (1957)            | Minister voor Consumenten en Familiezaken              | 18 februari 2005  | 14 December 2006  | DKF    |
|                                   | Carina Christensen      | Carina Christensen (1972)      | Minister voor Consumenten en Familiezaken              | 14 December 2006  | 23 november 2007  | DKF    |

Kristensen ·
Hedtoft I ·
Hedtoft II ·
Eriksen ·
Hedtoft III ·
Hansen I ·
Hansen II ·
Kampmann I ·
Kampmann II ·
Krag I ·
Krag II ·
Baunsgaard ·
Krag III ·
Jørgensen I ·
Hartling ·
Jørgensen II ·
Jørgensen III ·
Jørgensen IV ·
Jørgensen V ·
Schlüter I ·
Schlüter II ·
Schlüter III ·
Schlüter IV ·
P.N. Rasmussen I ·
P.N. Rasmussen II ·
P.N. Rasmussen III ·
P.N. Rasmussen IV ·
A.F. Rasmussen I ·
A.F. Rasmussen II ·
A.F. Rasmussen III ·
L.L. Rasmussen I ·
Thorning-Schmidt I ·
Thorning-Schmidt II ·
L.L. Rasmussen II ·
L.L. Rasmussen III ·
Frederiksen I ·
Frederiksen II